# Хаттон, Лорен
Лорен Хаттон (англ. Lauren Hutton, род. 17 ноября 1943) — американская актриса и супермодель, которая появилась на обложке журнала Vogue более двадцати пяти раз.

## Ранняя жизнь
Мэри Лоуренс Хаттон родилась в Чарльстоне, Южная Каролина. Она окончила среднюю школу в городе Тампа, штат Флорида в 1961 году, а после поступила в Южно-Флоридский университет, однако покинула его и после получила степень бакалавра искусств в Тулейнском университете.

## Карьера
Лорен Хаттон начала свою карьеру модели в шестидесятых с появлений в рекламе. В конечном счете она добилась больших высот в бизнесе и на пике успеха её называли «свежим лицом американской моды» В 1974 году она подписала контракт на рекордный один миллион с компанией Revlon и была лицом бренда до своего сорокалетия.
В качестве актрисы Лорен Хаттон дебютировала в 1968 году в фильме «Бумажный лев» И в последующие десять лет она исполняла главные женские роли в ряде Голливудских фильмов. Хаттон, пожалуй, наиболее известна по роли в картине 1979 года «Американский жиголо», где она снялась с Ричардом Гиром. В восьмидесятых она в основном снималась в малоуспешных фильмах, которые в основном проваливались в прокате.
В 1995 году Лорен Хаттон сыграла главную роль в телесериале Даррена Стара «Нью-Йорк, Центральный парк», а также запустила собственное ток-шоу. Оба проекта просуществовали менее года. В двухтысячных она кратко вернулась к профессии актрисы появившись в сериале «Части тела» в 2007, а также в фильме «Семейка Джонсов» в 2010 году.
В октябре 2005 года, в шестидесяти однолетнем возрасте, Лорен Хаттон согласилась позировать обнаженной для журнала Big, заявив после, что она это сделала чтобы женщины в возрасте не стыдились своего тела.

## Фильмография
- 1968 — Бумажный лев/Paper Lion
- 1970 — Обрывки мечты/Pieces of Dreams
- 1970 — Малыш Фаусс и Большой Хэлси/Little Fauss and Big Halsy
- 1971 — Разрешите представиться? Рокко Папалео/Permette? Rocco Papaleo
- 1973 — Время любви/A Time for Love
- 1974 — Игрок/The Gambler
- 1976 — Gator
- 1976 — Добро пожаловать в Лос-Анджелес/Welcome to L.A.
- 1977 — Viva Knievel!/Viva Knievel!
- 1978 — Свадьба/A Wedding
- 1978 — Кто-то следит за мной/Someone’s Watching Me!
- 1979 — Американский жиголо/American Gigolo
- 1981 — Зорро, голубой клинок/Zorro, the Gay Blade
- 1981 — Отцовство/Paternity
- 1982 — Геката/Hécate
- 1983 — Старфлайт: Самолет, который не смог приземлиться/Starflight: The Plane That Couldn’t Land
- 1984 — Лэсситер/Lassiter
- 1984 — Бумажные куклы/Paper Dolls
- 1985 — Однажды укушенный/Once Bitten
- 1987 — Мэлоун/Malone
- 1987 — Путешественники во времени/Timestalkers
- 1988 — Беги во имя своей жизни/Run for Your Life
- 1989 — Запретное солнце/Forbidden Sun
- 1990 — Страх/Fear
- 1991 — Виновен, как предписано/Guilty as Charged
- 1994 — Мой отец — герой/My Father the Hero
- 1995—1996 — Нью-Йорк, Центральный парк / Central Park West
- 1998 — Студия 54/54
- 2010 — Семейка Джонсов/The Joneses
- 2018 — Красотка на всю голову/I Feel Pretty